# Alyssum szovitsianum
Alyssum szovitsianum är en korsblommig växtart som beskrevs av Fisch. och Carl Anton von Meyer. Alyssum szovitsianum ingår i släktet stenörter, och familjen korsblommiga växter. Inga underarter finns listade i Catalogue of Life.